# Quiina tinifolia
Quiina tinifolia là một loài thực vật có hoa trong họ Ochnaceae. Loài này được Planch. & Triana miêu tả khoa học đầu tiên năm 1861.